# 政法委员会
政法委员会，简称政法委，是中国共产党各级党委对中华人民共和国各级司法机构实施领导的党内机构，具体职能是指导、协调人民法院、人民检察院、公安机关、国家安全机关、司法行政机关等中华人民共和国司法机关的工作。
自2018年开始，武警部队指挥权集中收归中央军委指挥，自此各级政法委不再拥有对同级武警部队的指挥权力。

## 历史沿革
- 1949年中央人民政府政务院政治法律委员会，简称中央政法委，是“政法委”名字的起源。负责指导内务部、公安部、司法部、法制委员会和民族事务委员会的工作，并受中央人民政府主席毛泽东和总理周恩来的委托，指导与联系最高人民法院、最高人民检察署和人民监察委员会[2]。
- 1954年10月，成立国务院第一办公室，罗瑞卿任办公室主任，协助总理领导有关政法口工作。1959年6月，撤销国务院一办，设立国务院政法办公室，协助总理掌管内务部、公安部的工作。1960年12月，撤销政法办公室。1963年4月，设立国务院内务办公室，统一管理公安部、内务部、民族事务委员会、宗教事务局等4个单位的政策性问题和重要业务。对最高法、最高检的关系是“联系”。
- 1956年7月6日，中共中央政治局决定召开了第一次中共中央法律委员会会议，宣布成立“中共中央法律委员会”，彭真为主任委员。委员有公检法三长董必武、罗瑞卿、张鼎丞，另一位委员是司法部党组副书记陈养山（司法部长史良为民盟，司法部党组书记郑绍文因故不是中央法律委员会委员）。 该机构是秘书性质的机构，任务是完成中共中央交办的工作，主要是法律工作方针政策及各部门分工等问题，不主管具体案件。当时，公安部、最高人民法院、最高人民检察院分别设有党组，党组直接向中共中央负责，不向中共中央法律委员会报告工作。法律委员会只设在中央一级。[3][4][5]
- 1958年6月10日《中共中央关于成立财经、政法、外事、科学、文教各小组的通知》决定成立“中央政法小组”，彭真为组长、罗瑞卿为副组长，成员有副总理乌兰夫、最高法院长、最高检检察长共5人。1959年5月，副总理、公安部长罗瑞卿接替彭真担任政法小组组长，较1958年的五人成员，增加到九人，在公检法三长外，公检法各有一位副职也成为小组成员，分别是高克林（最高法院常务副院长）、周兴（最高检察院常务副检察长）、徐子荣（公安部常务副部长），以及国务院政法办公室副主任吴德峰、内务部部长钱瑛、全国人大常委会副秘书长武新宇（代彭真主持全国人大常委会机关日常工作）。中央政法小组直属于中共中央政治局和中共中央书记处。上述通知照抄了毛泽东的批语指出：“这些小组是党中央的，直隶中央政治局和书记处，向它们直接做报告。大政方针在政治局，具体部署在书记处。只有一个‘政治设计院’，没有两个‘政治设计院’。大政方针和具体部署，都是一元化，党政不分。具体执行和细节决策属政府机构及其党组。对大政方针和具体部署，政府机构及其党组有建议之权，但决定权在党中央。政府机构及其党组和党中央一同有检查之权。”自1958年起，县以上各级党委均成立了政法小组，“协调”公、检、法的关系，并逐渐形成重大案件由党委审批的惯例。[3][4][5]六十年代，中央政法小组的办事机构曾设在国务院内务办，小组办公室与国务院内务办，一个机构，两块牌子，谢富治同时担任政法小组组长和内务办主任。内务办副主任是公安部副部长严佑民和内务部办公厅主任甘重斗，编制仅12人，含司机、勤务员各一人，人员均从中央政法口各机关借调。
- 1968年最高检察院军代表等提交了一份请示报告，撤销了高检院、内务办、内务部三个单位，公安部留下少数人，最高法院留下七八个人的办案组，地方法院的审判业务由公安机关军管会的审批组取代。
- 1978年6月中央决定重设中央政法小组，“协助中央管理高法院、高检院、公安部、民政部四个部门的一些事情”，“审核应由中央批准的死刑案件，并向中央提出处理意见。并协调处理最高法院与省、市、自治区和中央有关部门有不同意见的案件。”。组长纪登奎，副组长黄火青（最高人民检察院检察长）、赵苍璧（公安部长），7名成员有程子华（民政部长）。政法小组下设办公室，由小组成员尹肇之兼任办公室主任。中共十一届三中全会以后, 政法小组的工作由黄火青主持。
- 1979年9月9日，中共中央发出《关于坚决保证刑法、刑事诉讼法切实实施的指示》（中发〔1979〕64号），文件结束了党委审批案件的制度。[3]“中央决定取消各级党委审批案件的制度。对县级以上干部和知名人士等违法犯罪案件，除极少数特殊重大情况必须向上级请示者外，都由所在地的司法机关独立依法处理。”
- 1979年11月17日，中央政治局会议决定大力整顿社会治安，邓小平确定由彭真抓这项工作。彭真于11月19日主持“中央政法机关第五次联席会议”传达整顿社会治安的政治局会议精神。
- 1980年1月24日，中共中央发出《关于成立中央政法委员会的通知》（中发〔1980〕5号），决定成立“中央政法委员会”。“中央政法委员会在中央领导下，研究处理全国政法工作中的重大问题，向中央提出建议”，“协助中央处理各地有关政法工作的请示报告”，“中央政法各部门的工作仍应直接向党中央、国务院、军委请示报告。”《通知》规定中央政法委员会有五项职能，主要是领导立法工作，把握法律中的政治方向，并不干预具体司法工作。1980年3月决定，彭真担任中央政法委员会书记。9名委员有民政部长程子华、总政治部副主任黄玉昆。秘书长刘复之、副秘书长王汉斌、尹肇之、张洁清。设秘书、理论、调查研究三个组，编制50人。彭真在中央政法委第一次会议上的讲话中说：“政法各部门党组要直接向中央请示报告”，“文化大革命前十七年，我联系政法各部门，重大的事情没有不向中央请示报告的”，“我只是个联络员”，“政法各部门要在中央领导下工作，像头和胳膊、手指的关系那样，中央是头，政法各部门是胳膊、手指，头指挥胳膊、手指。不闹独立性，可以少犯错误，出了错也不会太大。”与此同时，地方各级党委也普遍成立了政法委员会。中共中央并未明确政法委员会是地方各级党委的职能部门、领导政法工作。但政法委员会实际上“已经在发挥党委职能部门的作用，已经在宏观上统一组织领导政法各部门的工作。”[3][4]
- 1982年1月13日，《中共中央关于加强政法工作的指示》规定，“各级党委的政法委员会是党委的一个工作部门”，任务是“按照《中共中央关于成立政法委员会的通知》（中发〔1980〕5号文件）的规定，联系、指导政法各部门的工作；协助党委和组织部门考察、管理干部；组织和开展政策、法律和理论的研究工作；组织党内联合办公，妥善处理重大疑难案件；组织和推动各方面落实“综合治理”的措施”。[6]
- 1982年9月，十二届一中全会上当选中央书记处书记的陈丕显，接替此前分工政法的中央书记处书记彭冲，任职中央政法委，协助彭真分管政法，并拟接任彭真担任中央政法委书记。乔石于1985年接替陈丕显担任中央政法委书记
- 1987年，中共十三大召开，将实现党政分开作为政治体制改革的首要目标和突破口，中共十三大报告指出，“长期形成的党政不分、以党代政问题还没有从根本上解决。这个问题不解决，党的领导无法真正加强，其他改革措施也难以顺利实施。因此，政治体制改革的关键首先是党政分开。党政分开即党政职能分开。”[3]
- 1988年5月19日，为贯彻中共十三大报告，中共中央发出《关于成立中央政法领导小组的通知》，撤销中央政法委员会，成立“中央政法领导小组”。组长乔石。不设办事机构，列入公安部编制。中央政法领导小组的职能比中央政法委员会大大削弱，职能为指导和协调政法方面工作，一般不开政法会议，不发文件，体现了依法办事、党政分开的精神。民政系统不再参加中央政法领导小组的工作。在当时的30个省、市、自治区中，撤销政法委机关的也有9个。 [3]
- 1990年3月6日，中共中央决定恢复设立“中央政法委员会”。1990年4月2日，《中共中央关于维护社会稳定加强政法工作的通知》指出，“中央决定，恢复中央政法委员会，适当调整其职责任务，各地党委政法领导机构的名称统一为政法委员会，并加强必要的建设。各地党委政法委员会的职责任务，可以参照中央政法委员会的职责任务，由各省、自治区、直辖市党委确定。”“政法委员会恢复后，仍然要贯彻党政职能分开的原则，主要对政法工作进行宏观指导和协调，当好党委的参谋和助手，其办事机构主要做调查研究工作，不要过于具体干预各部门的业务，使各级政府切实负起对所属的公安、安全、司法部门业务工作的领导责任，以保证法院、检察院依法独立行使审判权、检察权，充分发挥政法各部门的职能作用。”“各级政法委员会受同级党委领导，同时接受上级政法委员会的指导。”中央文件列举了中央政法委员会五项任务，属于“宏观指导”性质。[3]内设机构只有办公室和研究室两个局级机构，行政编制30人，1991年3月成立中央综治办，编制8人。到1994年增设队伍建设指导室，调整到1980年时的50人编制。[7]
- 1991年3月21日，中共中央发出《关于成立中央社会治安综合治理委员会的通知》，成立中央社会治安综合治理委员会。该委员会下设办公室，与中央政法委员会机关合署办公。地方各级社会治安综合治理委员会成立后，下设办公室也和同级政法委员会机关合署办公。[8]
- 1994年，《中共中央办公厅关于印发〈中共中央政法委员会机关职能配置、内设机构和人员编制方案〉的通知》（厅字〔1994〕9号），将中央政法委员会的职权扩大到七项，其中包括“研究和讨论有争议的重大疑难案件”，“组织推动社会治安综合治理工作”，“研究、指导政法队伍建设和政法各部门领导班子建设”。1995年，中央政法委员会的职权扩大到十项。在中央政法委员会职权不断扩大的同时，地方各级党委的政法委员会的编制得到扩展，权力得到强化。[3]
- 1999年7月，为处理法轮功问题，“中央610办公室”设立，与中央政法委员会机关合署办公。[9]
- 2012年中共十八大之后，已持续十年的中共中央政治局常委兼任中央政法委书记的局面，改变为由中共中央政治局委员兼任中央政法委书记。中共中央总书记直接听取中央政法委书记汇报，实际上加强了中央政法委的工作。2014年1月，由全国政法工作会议升格而成的中央政法工作会议召开，中共中央总书记习近平出席并发表讲话。2010年4月，中共中央组织部下发文件，要求省级政法委员会书记不兼任公安厅（局）长。中共十八大前后的地方各级党委换届中，多数省份的公安厅（局）长不再任政法委员会书记。[10]
- 2013年11月21日，最高人民法院公布《关于建立健全防范刑事冤假错案工作机制的意见》中强调，除涉及外交、国防等特殊领域外，“政法委今后将不会介入个案”。[11]
- 2014年10月23日，中国共产党第十八届中央委员会第四次全体会议通过《中共中央关于全面推进依法治国若干重大问题的决定》，其中称“政法委员会是党委领导政法工作的组织形式，必须长期坚持。各级党委政法委员会要把工作着力点放在把握政治方向、协调各方职能、统筹政法工作、建设政法队伍、督促依法履职、创造公正司法环境上，带头依法办事，保障宪法法律正确统一实施。政法机关党组织要建立健全重大事项向党委报告制度。加强政法机关党的建设，在法治建设中充分发挥党组织政治保障作用和党员先锋模范作用。”[12]

## 组织结构
中共中央政法委员会是中国共产党中央委员会的直属机构。
2016年改革后，中央军事委员会政法委员会是中国共产党中央军事委员会的第一级职能部门之一。
中共地方各级委员会的政法委员会名为“中国共产党某地方委员会政法委员会”。主管同级公安、检察、法院、司法机构，以及社会治安综合治理、维稳、反邪教等。但不分管信访，同级的信访局隶属于同级地方党委或政府办公厅（办公室）。

## 领导体制
實行首长（書記）負責制。政法委书记进入同级党委常委会。政法委在同级党委的领导下工作。政法委设专职副书记，公、检、法、司的负责人一般为同级政法委委员。
2012年中共十八大后，中央政法委书记不再是中共中央政治局常委。